# Bernard Foucquet den äldre
| Enleveringsgruppen, Stockholms slott (2 av 4) |  | Enleveringsgruppen, Stockholms slott (2 av 4) |
| Enleveringsgruppen, Stockholms slott (2 av 4) |  |                                               |

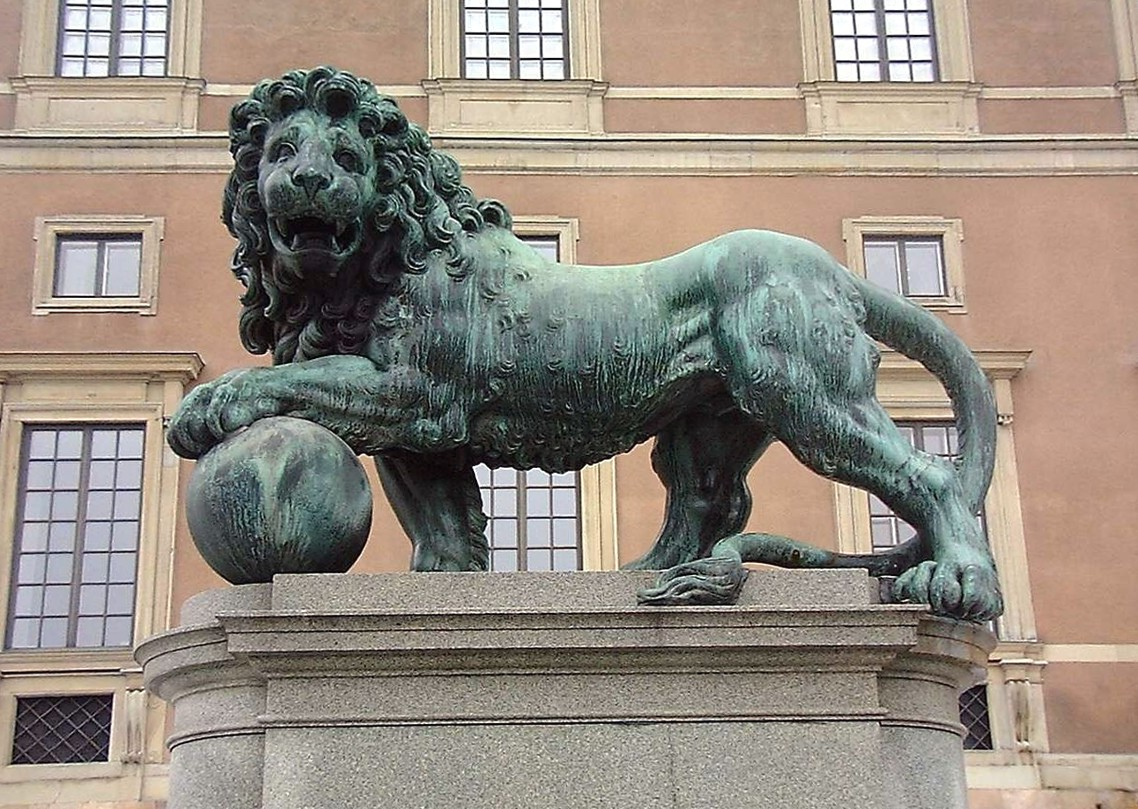
Ett av Slottslejonen vid Lejonbacken

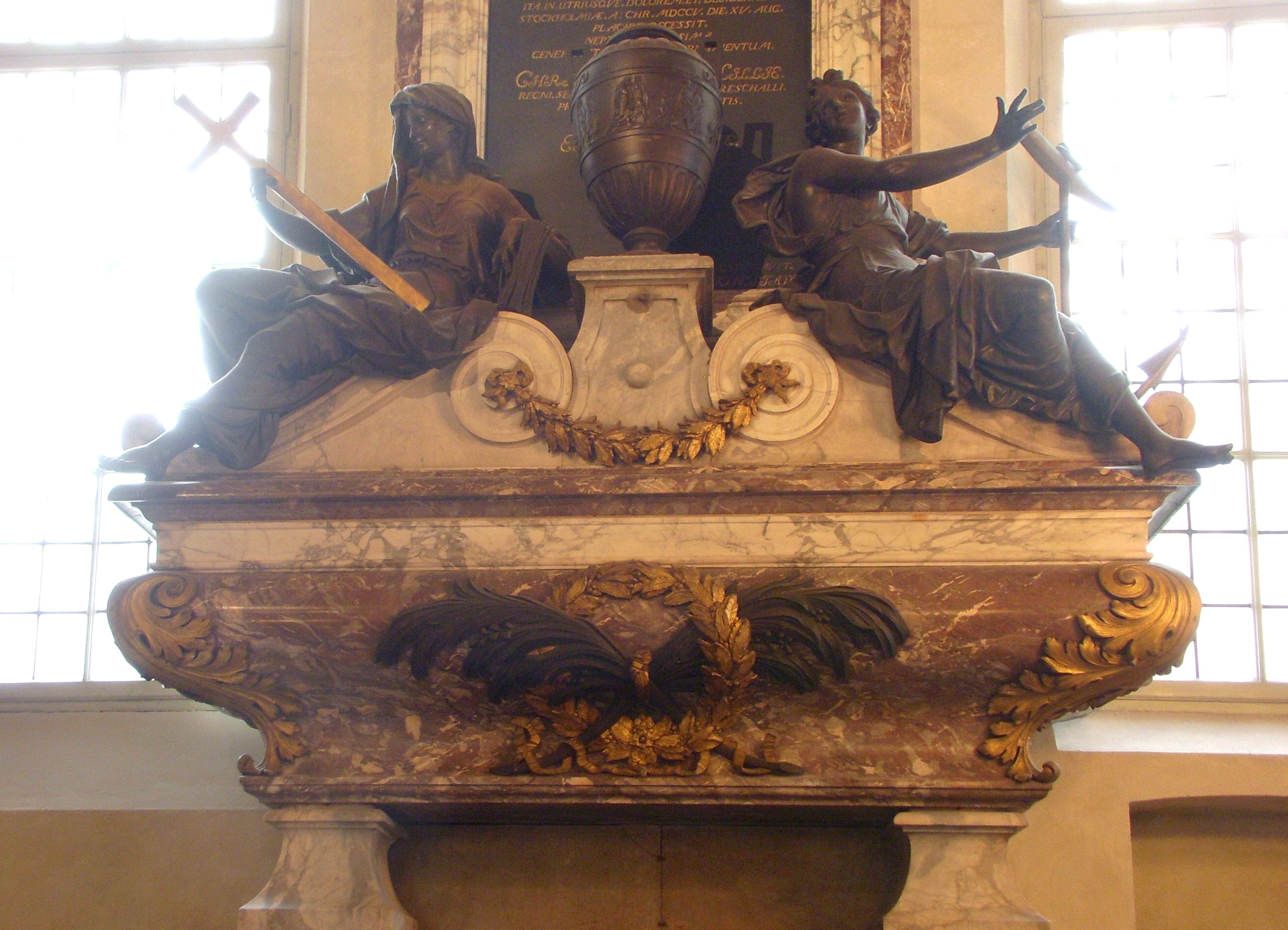
Stenbocks epitafium i Storkyrkan.

Bernard Foucquet den äldre, (även stavat Bernard Fouquet), egentligen Jacques Foucquet, född 1639, död 1731, var en fransk bildhuggare och skulptör, verksam i Sverige åren 1696–1706 och 1707–1711. Han var far till Bernard Foucquet den yngre och Jacques Foucquet, vilka även de var verksamma vid slottsbygget i Stockholm.

## Biografi
Foucquet kom på våren 1696 (enligt en annan källa anlände han hösten 1695) från Frankrike till Stockholm och blev anställd av Nicodemus Tessin d.y. för ombyggnaden av Stockholms slott i Stockholm. Han hörde tillsammans med bland annat René Chauveau till den första gruppen franska bildhuggare och skulptörer som Nicodemus Tessin hämtade hit. Foucquet hade utbildads i François Girardon anda. För övrigt är om hans tidigare verksamhet i Frankrike så gott som inget känt. Bernard Foucquets uppgift var att inrätta ett bronsgjuteri i Stockholm, och utforma den plastiska dekorationen som Nicodemus Tessin hade planerat för den nya norra slottslängan. 1698 var gjuteriet på Rännarbanan färdigt.
I Sverige har han utfört gesimser, ramverk och dörrverk i Stockholms slott, samt framför allt de ståtliga Slottslejonen i brons på Lejonbacken vid slottets norra fasad. Till hans dokumentariskt styrkta verk hör även en urna med två halvsittande kvinnliga figurer i brons på Johan Gabriel Stenbocks gravmonument i Storkyrkan.
På Nationalmuseum förvarades vaxmodeller till Herkulesgruppen för Kungliga slottets sydfasad, samt Enleveringsgruppen bestående av fyra skulpturgrupper för Karl XI:s galleri. Dessa verk blev gjutna i brons först på 1890-talet av Otto Meyer, och placerades 1897 i de dittills tomma nischerna till höger och vänster om södra valvet. Portalfigurerna skulle ursprungligen enligt Nicodemus Tessins ritningar, som tillkom före slottsbranden 1697, flankera norra längans borggårdsportal.
På grund av de svenska krigen med brist på metall utfördes många av Foucquets verk aldrig eller långt efter hans död. Hit hör en ryttarstaty över Karl XI som skulle resas mitt på inre borggården. Av den finns idag bara en bronsavgjutning i mindre skala bevarad i Kungliga husgerådskammaren.